# Göran Lindblad (litteraturvetare)
Karl Göran Leonard Lindblad, född 18 september 1894 i Nässja församling i Östergötland, död 26 mars 1930 i Engelbrekts församling i Stockholm, var en svensk litteraturhistoriker och kritiker.
Lindblad blev filosofie doktor vid Lunds universitet 1924, var litteraturkritiker på Svenska Dagbladet 1917–1922, samt litterär rådgivare på P.A. Norstedt & Söners förlag från 1924. Lindblad blev redan i unga år känd som essayist och kritiker, med stil, smak och spiritualitet. Hans avhandling August Strindberg som berättare. Studier i hans tidigare prosa (1924) utmärkte sig för fin estetisk uppfattning.